# Santa Clara (Durango)
Santa Clara egy település Mexikó Durango államának keleti részén, lakossága 2010-ben meghaladta a 4000 főt.

## Földrajz
Santa Clara Mexikó középső, Durango állam keleti részén helyezkedik el a mexikói központi fennsíkon, a Santa Clara folyó két partján, mintegy 1800 méterrel a tenger szintje felett. Területe nem sík, de nagy szintkülönbségek nincsenek a településen, a közelben viszont már több száz méteres relatív magasságú hegyek emelkednek. A csapadék évi mennyisége 400 mm körül van, az átlagos évi középhőmérséklet 18 °C. Tőle délre mezőgazdasági területek találhatók, északnyugatra rétek és legelők, északkeletre pedig bozótos vidékek.

## Népesség
A település népessége a közelmúltban hullámzott, vagyis hol növekedett, hol csökkent:
| Év   | Lakosság |
| ---- | -------- |
| 1990 | 4358     |
| 1995 | 4441     |
| 2000 | 3922     |
| 2005 | 3752     |
| 2010 | 4061     |

## Története
A területen többféle indián törzs élt, köztük tepevánok és szakatékok, de viszonyuk nem volt kiegyensúlyozott: időnként békében éltek, máskor háborúkat vívtak egymással. Később spanyol hittérítők érkeztek ide, ez a folyamat pedig a 18. században erősödött fel igazán, amikor Zacatecasból a Casa de Guadalupe Zacatecas több száz szerzetest indított útnak Új-Spanyolország északabbi vidékeire, többek között errefelé is. Ebből a korból ma már csak a San Antonio de la Laguna és a San Marcos nevű haciendák romjai maradtak fenn. 1864. szeptember 21-én a közelben csatára került sor a köztársasági seregek és a francia megszállók között: Jesús González Ortega veresége miatt azonban Benito Juárez kénytelen volt elhagyni Durangót, és Chihuahua irányába vonulni. Az 1901-es közigazgatási felosztásban Santa Clara már önálló községként jelent meg.
1976-ban a település közelében egy 63 kg-os vasmeteoritot találtak.

## Turizmus, látnivalók
A településen csak a templom és néhány emlékmű jelent látnivalót (Benito Juárez, Emiliano Zapata), illetve a közeli San Marcos település mellett az Ojo Caliente nevű kis tó, amelynek 45–51 °C-os forró vizében fürdeni lehet.